# Меланезійська раса

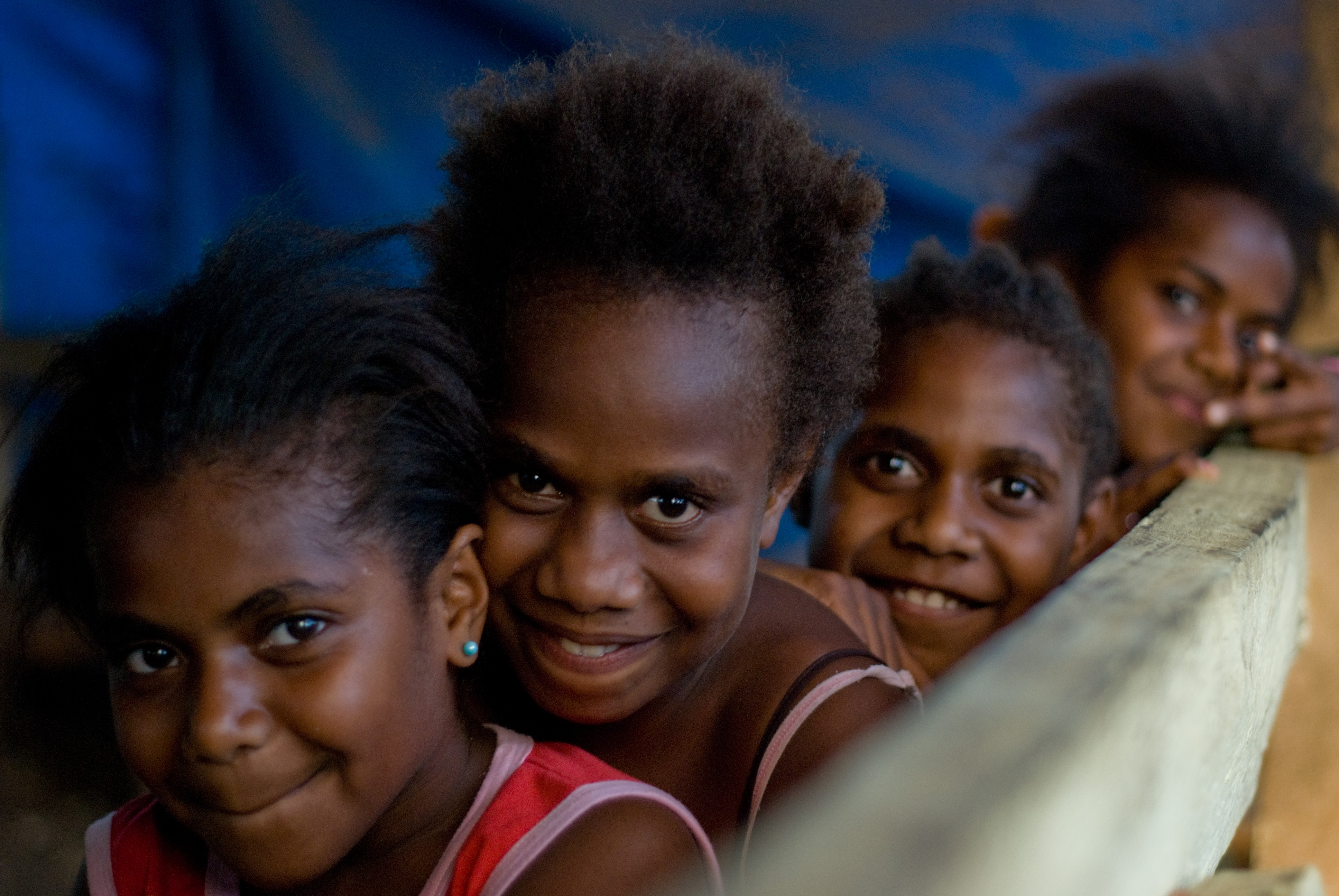
Діти з островів Вануату

Меланезі́йська ра́са (також меланезоіди, папуасько-меланезійська раса) — одна з людських рас. Поширена в Південносхідній Азії (в основному на островах) і в західній частині Океанії. Традиційно включається до складу великої негроїдної раси як її східноекваторіальна (океанічна) гілка. У популяційно-генетичних класифікаціях включається в австралоїдну расову гілку або в східноекваторіальну (австрало-меланезійську) расу. Найімовірніше, меланезійська раса сформувалася у пізньому палеоліті в результаті переселення африканських популяцій на схід уздовж північного узбережжя Індійського океану. Суцільна область розселення представників меланезійської та інших негроїдних рас була розділена на ізольовані території в процесі міграцій з півночі європеоїдів, веддоїдів та монголоїдів. Можливо, на формування меланезійської раси вплинули відбувалися в минулому процеси метисації з представниками австралійської раси.

## Класифікація
У традиційних морфологічних класифікаціях меланезійська раса або безпосередньо включається у велику негро-австралоїдну (екваторіальну) расу (що відзначається, зокрема, в дослідженнях Я. Я. Рогінського і М. Г. Левіна), або включається в одну з двох її гілок (зокрема, в класифікації Г. Ф. Дебеца меланезійська раса разом з негритоською, веддоїдною, австралійською, тасманійською та айнською утворюють океанічну расову гілку негро-австралоїдної раси, протиставлену африканській гілці з суданської, нілотської, негрільскої й іншими малими расами Африки). Також в традиційних класифікаціях меланезійська раса розглядається як мала раса в складі великої негроїдної раси, вона утворює східноекваторіальну расову гілку, протиставлену західноекваторіальній (з негритянською і центральноафриканською малими расами). У так званій популяції генетичної класифікації меланезійська раса є локальною расою в складі австралоїдної расової гілки західного євро-африканського расового стовбура. Разом з меланезійською в цю галузь включаються андаманська, негритянська материкова, негритянська філіппінська, австралійська, тасманійська, полінезійська та айнська (курильська) рас. У класифікації В. В. Бунака меланезійська раса разом з тасманійською, негритоською та папуаською расами включається в океанівську гілку тропічного расового стовбура.

## Поширення

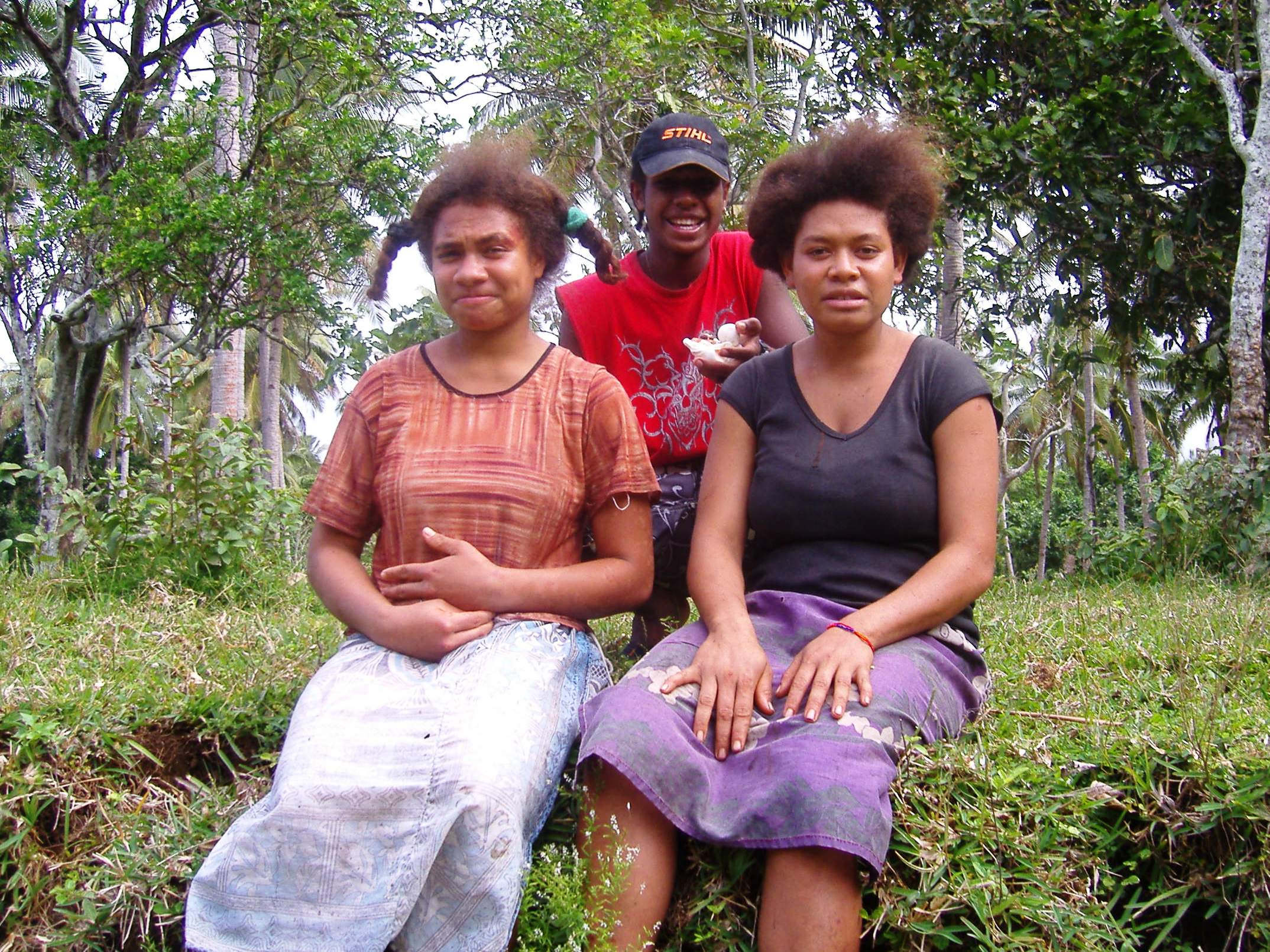
Меланезійці з острова Гауа (Вануату)

Основний ареал меланезійської раси — острови Південно-Східної Азії й Західної Океанії, в першу чергу, острови Меланезії й найбільший з цих островів — Нова Гвінея. Сама назва «Меланезія», що означає «чорні острови», виникло через колір шкіри мешканців цього регіону. Також представники меланезійської раси зустрічаються в ряді областей Індонезії, Індокитаю, Австралії та Мікронезії. До меланезійської раси відносять меланезійців і папуасів, а також вимерлих в XIX столітті корінних тасманійців. Крім того, домішка меланезійської раси відзначається серед багатьох етнічних груп, що живуть як на островах, так і на материковій частині Південно-Східної Азії, в тому числі серед південномолуккських народів і серед деяких груп кхмерів. Крім них схожий вигляд з меланезоїдами мають деякі популяції мікронезійців і австралійських аборигенів (в північних районах Квінсленду і на островах Тіві).

## Ознаки
Як і представники інших екваторіальних рас, меланезоїди характеризуються темним кольором шкіри, волосся і райдужної оболонки очей. Також для них характерне кучеряве волосся, але не в такій великій мірі як в африканських негроїдів. Навпаки, третинний волосяний покрив як на обличчі, так і на тілі у меланезоїдів розвинений сильніше, на відміну від негроїдів Африки. Також сильніше розвинений у представників меланезійської раси надбрівний рельєф черепа (очі глибоко посаджені під надбрівними дугами, розріз очей дуже великий). Більш вираженою є профілювання обличчя — обличчя дуже прогнатне, виступає вперед як у вертикальній, так і в горизонтальній площині. Ніс у меланезоїдів трохи вужчий і часто має опуклу спинку (в цілому по популяціям форма носа варіює від сильно випнутого вперед до дуже широкого зі сплощеним переніссям). Крім цього, в характеристику меланезійскої раси включаються такі ознаки, як середній або низький зріст; витягнута граціальна статура; повні губи, а також довгий і вузький череп, абсолютно і відносно високий (меланезійська раса вважається однією з найбільш доліхокефальних і високозводних популяцій людства).

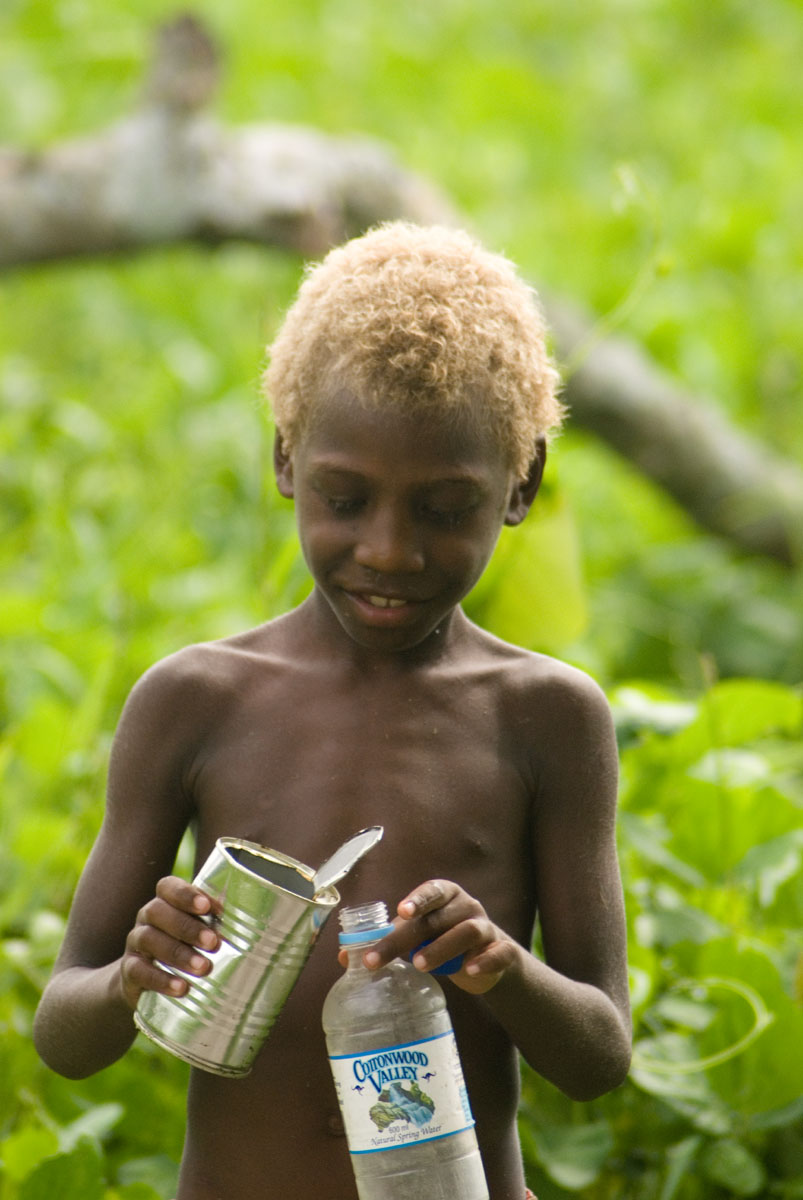
Хлопчик-меланезієць з Вануату

Багато антропологічних особливостей меланезоїдів, серед яких темний колір шкіри, очей і волосся, доліхокефалія, прогнатизм і товсті губи, схожі з особливостями африканських негроїдів. Ступінь подібності буває настільки сильним, що іноді за зовнішнім виглядом окремі представники меланезійської та негроїдної рас нічим один від одного не відрізняються. Проте, якщо брати популяцію меланезоїдів в цілому, то у них є цілий ряд антропологічних рис, відсутніх у негроїдів Африки — це вже згадувані менша кучерявість волосся (проте іноді зустрічається хвилясте волосся), сильно розвинені надбрівні дуги, порівняно вузьке обличчя, вужчий ніс (іноді сильно випнутий з опуклою спинкою й опущеним кінчиком), порівняно сильне зростання вусів, бороди та волосся на тілі, низький зріст.
Деякі з меланезійських антропологічних ознак, такі, як, наприклад, кучеряве волосся, найімовірніше розвинулися вторинно, оскільки у дітей до п'ятирічного віку волосся залишається хвилястим, а у деяких меланезоїдів хвилясте волосся може зберігатися протягом всього життя. Могли бути у представників меланезійської раси також такі адаптивні ознаки, пов'язані з пристосуванням до тропічного клімату, як колір шкіри, ширина носа і товщина губ.

## Антропологічні типи
У складі меланезійської раси виділяється велика різноманітність антропологічних варіантів, або типів. Найчастіше ці варіанти недостатньо повно описані або взагалі невивчений. Найімовірніше, велике число антропологічно відмінних один від одного не завжди численних меланезійських груп і популяцій сформувалося через їхню тривалу ізоляцію в умовах відсутності у меланезоїдів суцільній території розселення.
Один з найбільш відокремлених варіантів меланезійської раси — негритоський антропологічний тип (негрито) — відрізняється від інших меланезоїдів низьким ростом (менш як 150 см) і явно вираженої брахікефалією. Представники цього антропологічного типу, частково схожого з пігмеями Африки, найчастіше живуть ізольованими групами в тропічних лісах на материку або на невеликих островах в Індокитаї, Індонезії і Меланезії. До негритосів відносять:
- андаманців — жителів Андаманських островів[17];
- семангів, що населяють внутрішні райони Малайського півострова[18];
- аета і ще ряд народів, що живуть у внутрішніх районах деяких островів на Філіппінах[19];
- австралійських аборигенів Північного Квінсленда (баррінес)[20] і аборигенів північноавстралійських островів Батерст і Мелвілл;
- тапіро (капауку) і деякі інші народи Нової Гвінеї[21];
- народи саох з Південної Камбоджі;
- мої з Південного Лаосу;
- мокен з островів біля узбережжя Бірми;
- мані з Таїланду і ряд інших народів і етнічних груп.

Для всіх негритянських крім вкрай низького зросту типові середньої товщини губи; не надто широкий ніс; дуже темна пігментація шкіри, очей і волосся; відсутність прогнатизму, а також на відміну від більш високорослих меланезійських груп слабо розвинені надбрівні дуги, які не дуже глибоко посаджені очі й рідко відзначається опуклість спинки носа. В цілому кожна з негритянських груп досить своєрідна, так, наприклад, в андаманців зустрічається стеатопігія, для тапірів характерно поширення сильнокурчавого волосся, для аета — поширення хвилястого волосся, у семангів відзначається дуже слабке зростання вусів і бороди, навпаки, в аета ріст волосся на обличчі сильний і т. ін. З огляду на ці особливості, Г. Ф. Дебец поділяв негритосів на кілька антропологічних типів — андаманський, малаккський і філіппінський. У ряді класифікацій Андаманський, негритянський малаккський і негритянський філіппінські расові типи можуть розглядатися як локальні малі раси або ж всі негритоси в цілому можуть розглядатися як одна локальна раса. Згідно з новітнім генетичним дослідженням, між популяціями негрито з різних ареалів відзначаються значні відмінності. Так, наприклад, в етнічної спільноти маманва з групи аета виявлена «денисівська» домішка, а в онге, одного з андаманських народів, і у джехан з групи семангів цієї домішки набагато менше або зовсім немає. Цей факт може свідчити про те, що розбіжність зазначених груп негрито відбулося у пізньому палеоліті, коли меланезійська раса, ймовірно, ще не починала формуватися. Отже, ті чи інші групи негрито могли виникнути в різних районах Південносхідної Азії незалежно один від одного.
Як релікт меланезійської раси розглядаються винищені англійцями в XIX столітті аборигени Тасманії, для яких були характерні темна шкіра з червонуватим відтінком, низький череп з сильно розвиненим надбрівним рельєфом, дуже низьке обличчя, чорні кучеряві волосся, дуже широкий і короткий ніс з плоским переніссям, а також інші ознаки. У ряді класифікацій, наприклад, у Г. Ф. Дебеца, тасманійський расовий тип може розглядатися як самостійна мала раса.
Через деякі особливості серед меланезоїдів виділяють також меланезійський і папуаський антропологічні типи. Власне меланезійський тип в його класичному вигляді поширений на Соломонових островах. Для нього характерні загальні показники меланезійських антропологічних ознак: середній розвиток надбрівних дуг, слабкий прогнатизм, помірно кучеряве волосся і т. ін. Деякі групи меланезійського типу відрізняються за незалежно сформованій дуже світлій пігментації волосся. Папуаський тип відрізняється від меланезійської нижчим ростом і опуклою формою спинки носа. Крім цього, папуаський тип характеризується дрібнохвилястим або кучерявим волоссям, помірним зростанням волосся на тілі, вузьким обличчям і деякими іншими ознаками.

Особливий новокаледонський тип виділяється в аборигенів Нової Каледонії. За окремими характеристиками новокаледонці зближуються з аборигенами Австралії та Тасманії — у них вкрай широкий ніс зі сплощеним переніссям, широкий рот з товстими губами й сильно розвинений надбрівний рельєф. Разом з тим новокаледонці характеризуються найвищим ростом в порівнянні з іншими типами меланезійської раси.
- Представник одного з народів Папуа-Нової Гвінеї (Горока)
- Труганіні — остання з аборигенів Тасманії
- Представник народу семанги ( Малайзія)
- Корінні жителі Андаманських островів (великі андаманці)
- Жінка народу аета (Філіппіни)

На периферії меланезійської ареалу зустрічається ряд змішаних і перехідних груп і популяцій. Значна їх кількість зустрічається на сході Індонезії — популяції проміжного типу в цьому регіоні склалися в результаті метисації папуасів з народами монголоїдної раси. Крім цього, певний вплив представники меланезійської раси надали на формування антропологічних ознак корінного населення Фіджі, а також деяких островів Мікронезії та Зовнішньої Полінезії. Антропологічний тип жителів зазначених територій нерідко визначають як проміжний між меланезійською та полінезійською расами. Меланезійський субстрат також простежується в Полінезії на схід від Фіджі, він зустрічається, зокрема, у представників тонга-самоанським полінезійського типу.